# Osceola (Iowa)
Osceola és una població dels Estats Units a l'estat d'Iowa. Segons el cens del 2000 tenia 4.659 habitants.

## Demografia
Segons el cens del 2000, Osceola tenia 4.659 habitants, 1.945 habitatges, i 1.229 famílies. La densitat de població era de 308 habitants/km².
Dels 1.945 habitatges en un 29,8% hi vivien nens de menys de 18 anys, en un 49,7% hi vivien parelles casades, en un 10,1% dones solteres, i en un 36,8% no eren unitats familiars. En el 31,7% dels habitatges hi vivien persones soles el 17,4% de les quals corresponia a persones de 65 anys o més que vivien soles. El nombre mitjà de persones vivint en cada habitatge era de 2,36 i el nombre mitjà de persones que vivien en cada família era de 2,98.
Per edats la població es repartia de la següent manera: un 25,6% tenia menys de 18 anys, un 8,5% entre 18 i 24, un 25,6% entre 25 i 44, un 21,4% de 45 a 60 i un 18,8% 65 anys o més.
L'edat mediana era de 38 anys. Per cada 100 dones de 18 o més anys hi havia 85,1 homes.
La renda mediana per habitatge era de 32.701 $ i la renda mediana per família de 45.263 $. Els homes tenien una renda mediana de 31.674 $ mentre que les dones 21.684 $. La renda per capita de la població era de 17.244 $. Entorn del 5,2% de les famílies estaven per davall del llindar de pobresa.

## Poblacions més properes
El següent diagrama mostra les poblacions més properes.